# Ryczywół (przystanek kolejowy)
Ryczywół – dawna towarowa stacja kolejowa w Ryczywole, w województwie wielkopolskim, w Polsce.